# Ladies National Association for the Repeal of the Contagious Diseases Acts
Ladies National Association for the Repeal of the Contagious Diseases Acts eller LNA (”Den brittiska, kontinentala och allmänna Federationen för upphävande av prostitutionen såsom legaliserad eller tolererad prostitution”) var en brittisk förening, grundad 1869 av Elizabeth Wolstenholme och Josephine Butler.  
Föreningens syfte var att avskaffa Contagious Diseases Acts från 1864, lagen om Reglementerad prostitution, där kvinnlig prostitution legaliserades på villkor att kvinnorna ensidigt och regelbundet underkastades gynekologiska tvångsundersökningar för könssjukdomar. Det var en lag som utsatte prostituerade för kränkande behandling och framställde dem ensidigt som ett problem, medan den ignorerade deras manliga kunder. Föreningen fick stöd av Royal Commission 1871, och lyckades slutligen nå sitt mål 1886, då 1864 års lag återkallades. Föreningen fick efterföljare i andra länder: i Sverige grundades Svenska Federationen 1878 efter brittisk förlaga.
Den upplöstes 1913 och bildade Association for Moral and Social Hygiene (AMSH).  